# Wojciech Albiński
Wacław Wojciech Albiński (ur. 27 stycznia 1935 we Włochach koło Warszawy, zm. 6 lipca 2015) – polski geodeta i pisarz zamieszkały w Południowej Afryce, laureat Nagrody Literackiej im. Józefa Mackiewicza w 2004.

## Życiorys
Z zawodu geodeta. Ukończył studia na Wydziale Geodezji Politechniki Warszawskiej. W czasie studiów, w 1956 brał udział w zakładaniu dwutygodnika literackiego „Współczesność”, w którym publikował pojedyncze wiersze i felietony. W 1963 wyjechał z Polski, najpierw do Paryża, by w niedługim czasie przenieść się do Genewy, a stamtąd – do Afryki. Przez wiele lat mieszkał w Botswanie, a następnie osiadł w Republice Południowej Afryki, gdzie pracował jako geodeta. Kilka jego wierszy ukazało się w paryskiej „Kulturze”.
Jako pisarz zadebiutował w wieku 68 lat. W 2003 ukazał się jego pierwszy zbiór opowiadań pt. Kalahari, za który otrzymał w 2004 Nagrodę Literacką im. Józefa Mackiewicza oraz nominację do Nagrody Literackiej „Nike”. Za książkę Achtung! Banditen! został nominowany do Nagrody Literackiej Gdynia 2010.
Opowiadania Albińskiego są mocno osadzone w realiach Afryki Południowej. Autor porusza w nich kontrowersyjne tematy – apartheidu, konfliktów i uprzedzeń rasowych, zderzenia kultur, wplatając w niektóre z opowiadań także wątki polskie.
Na kanwie opowiadania Kto z państwa popełnił ludobójstwo? Joanna Kos-Krauze zrealizowała w 2017 film Ptaki śpiewają w Kigali.

## Twórczość
- 2003: Kalahari
- 2004: Królestwo potrzebuje kata
- 2006: Antylopa szuka myśliwego
- 2007: Lidia z Kamerunu
- 2009: Achtung! Banditen!
- 2012: Soweto - my love